# Marek Szlezer
Marek Szlezer (ur. 1981 w Krakowie) – polski pianista i pedagog.

## Życiorys
Syn Mieczysława Szlezera i Danuty Mroczek-Szlezer. Rozpoczął naukę muzyczną w wieku pięciu lat. Absolwent Akademii Muzycznej w Krakowie w klasie fortepianu prof. Ewy Bukojemskiej (2004, dyplom z odznaczeniem). W latach 1994–2000 pobierał naukę w École Normale de Musique de Paris „A.Cortot” we Francji w klasie fortepianu prof. Marcelli Crudeli zakończoną otrzymaniem „Diplome Superieure de Concertiste”. Uczęszczał do klasy interpretacji dzieł kameralnych Krzysztofa Pendereckiego, przygotowując utwory pod kierunkiem kompozytora w krakowskiej uczelni. W latach 2004–2005 odbył studia podyplomowe w Queen Elisabeth Music Chapel w Brukseli u Abdela Rahmana El Bachy, uzyskując tytuł Master after Master.
18 marca 2015 roku uzyskał habilitację na podstawie pracy pt. Aforyzmy na fortepian op.3, I Sonata fortepianowa op.5, II Sonata fortepianowa op. 7, III Sonata fortepianowa op. 13, Quasi una fantasia, op. 104 na Akademii Muzycznej w Krakowie, gdzie prowadzi własną klasę fortepianu. W 2022 otrzymał tytuł profesora. Od 2022 pełni funkcję kierownika Katedry Fortepianu.
W wieku lat 12 otrzymał grand prix na IV Międzynarodowym Konkursie Pianistycznym w Rzymie. Jest laureatem wielu znaczących konkursów krajowych i międzynarodowych. Był wielokrotnie nagradzany za swoje wykonania utworów Fryderyka Chopina (m.in. miał zaszczyt grać recital na oryginalnym fortepianie kompozytora). Koncentruje się na twórczości fortepianowej kompozytorów polskich. Dzięki jego inicjatywie doszło m.in. do wydania i prawykonania Koncertu fortepianowego na lewą rękę Aleksandra Tansmana oraz dzieł Jadwigi Sarneckiej. Jest autorem opracowań jej utworów fortepianowych dla Polskiego Wydawnictwa Muzycznego. Jest także autorem innych opracowań dzieł fortepianowych kompozytorów polskich opublikowanych przez Polskie Wydawnictwo Muzyczne i wydawnictwo Eufonium oraz publikacji książkowych i artykułów o muzyce polskiej.
Wydał wiele płyt kompaktowych, m.in. dla firm Dux, EMI, Amadeus i Moderato Classics z muzyką solową i kameralną zbierając przychylne recenzje w prestiżowych magazynach i czasopismach (m.in. „Gramophone”, „Kulturspiegel”, „The Strad”, „Pizzicato”, „Fanfare” czy „American Record’s Guide”).
Od 2001 roku wspólnie z wiolonczelistą Janem Kalinowskim występuje w zespole Cracow Duo.
Jest członkiem Akademii Fonograficznej oraz Towarzystwa im. Ferenca Liszta.

## Dyskografia

### Albumy autorskie i współautorskie
- 2018: Polish Music Experience (Warner Music Poland, wraz z Sinfoniettą Cracovią, pod batutą Jurka Dybała)
- 2018: Karol Szymanowski: Piano Music (DUX)
- 2016: Memories (DUX, wraz z Janem Kalinowskim)
- 2015: Krzysztof Meyer: Piano Works vol. 2 (DUX)
- 2014: Krzysztof Penderecki: Utwory kameralne Vol. I (DUX, wraz z Marią Machowską, Arturem Rozmysłowiczem, Janem Kalinowskim, Tadeuszem Tomaszewskim, Romanem Widaszkiem)
- 2014: Dedications /Kalinowski & Szlezer/ (DUX, wraz z Janem Kalinowskim)
- 2013: Krzysztof Meyer: Piano Works vol. 1 (DUX)
- 2010: Fryderyk Chopin (DUX)
- 2010: Fryderyk Chopin – The Complete Chamber Works (DUX, wraz z Bartłomiejem Niziołem i Janem Kalinowskim)
- 2009: Jadwiga Sarnecka: Works for Piano Solo (DUX)
- 2009: Tansman: Works for Cello and Piano (DUX, wraz z Janem Kalinowskim)
- 1997: Le 21 Danze Ungheresi di Brahms (CNT05)
- 1995: Recital w Teatro Marcello (Moderato Classics)

### Albumy inne
- 2015: real life song (DUX, gościnnie)
- 2013: Baczyński (muzyka i poezja z filmu) (EMI Music Poland)
- 2006: Muzyka i czas (Akademia Muzyczna w Krakowie)